# Агнес фон Насау-Вайлбург
Агнес фон Насау-Вайлбург (на немски: Agnes von Nassau-Weilburg; † 1401) е графиня от Насау-Вайлбург и чрез женитба графиня на Цвайбрюкен-Бич.

## Произход
Тя е дъщеря на граф Йохан I фон Насау-Вайлбург († 1371) и втората му съпруга графиня Йохана фон Саарбрюкен († 1381), дъщеря наследничка на граф Йохан II фон Саарбрюкен († 1380/1381]) и Жилет дьо Бар-Пирефор († 1362).
Баща ѝ Йохан получава през 1366 г. от император Карл IV за себе си и наследниците си титлата покнязен граф на империята.

## Фамилия
Агнес фон Насау-Вайлбург се омъжва 1382 г. за граф Симон II Векер фон Цвайбрюкен († 1401), вдовец на графиня Агнес фон Сарверден († пр. 29 октомври 1381), малкият син на граф Симон I фон Цвайбрюкен-Бич († 1355) и третата му съпруга Агнес фон Лихтенберг († 1378). Тя е втората му съпруга. Нямат деца.